# Stanisław Tarnowski

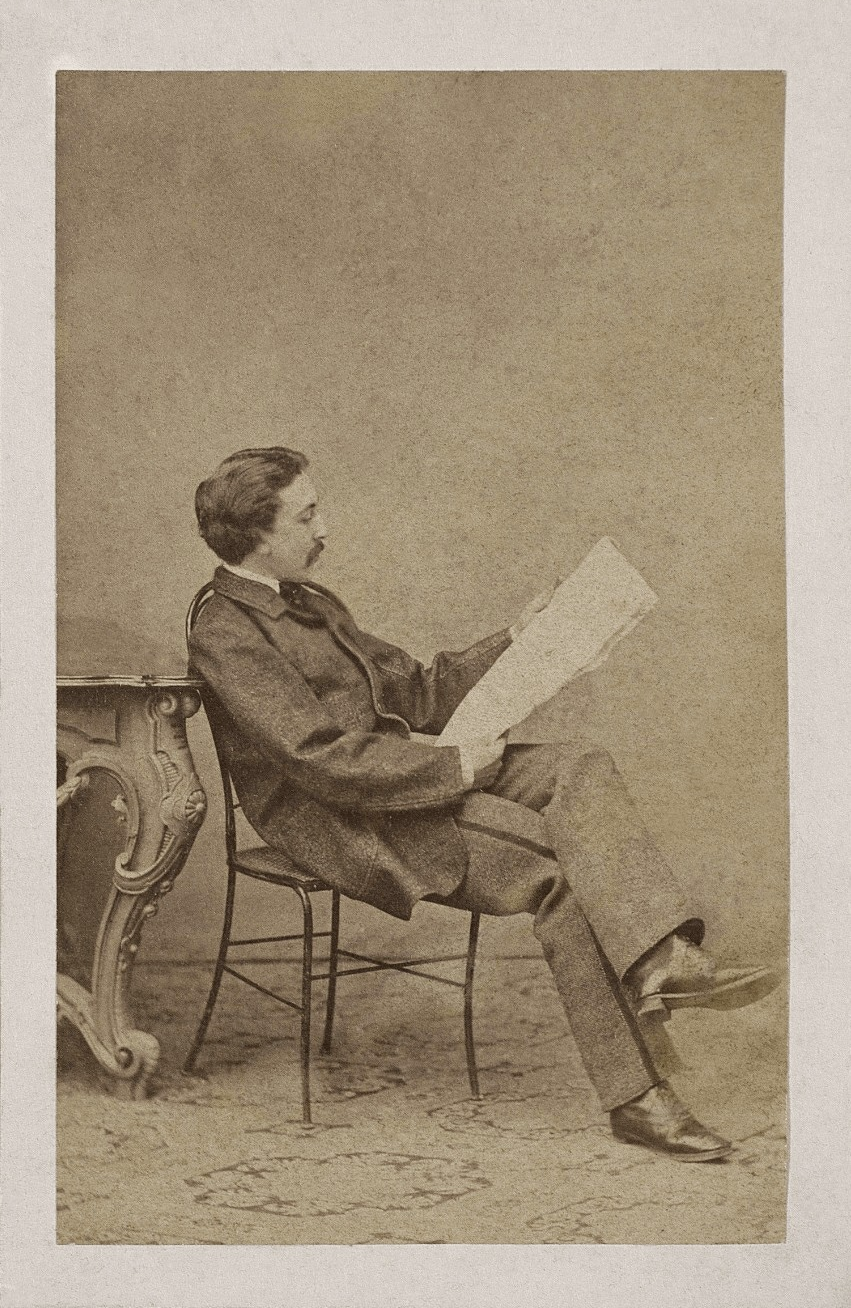
Stanisław Tarnowski – Foto von Ludwig Angerer (Wien, 1863).

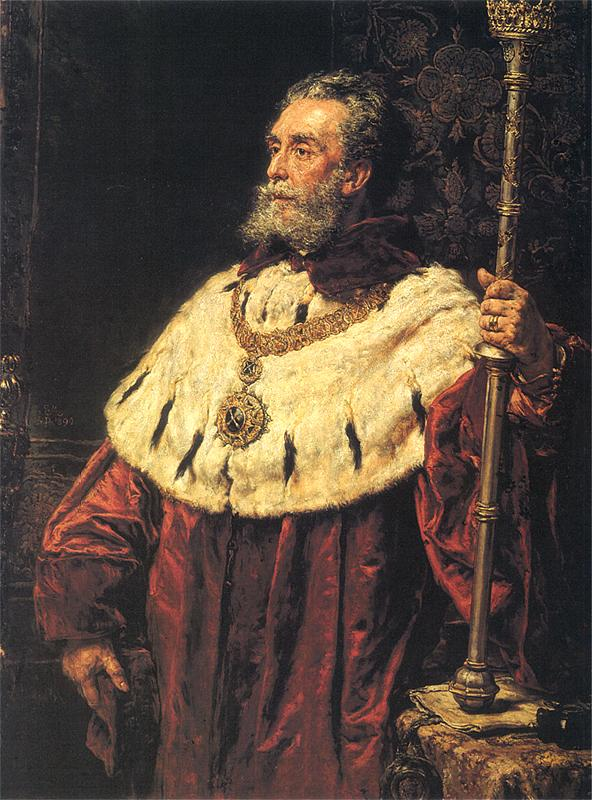
Stanisław Tarnowski (als Rektor) – Jan Matejko (1890)

 Stanisław Graf von Tarnowski  (genannt Stanisław „Czarny“ („Schwarz“), Pseudonym Edward Rembowski und Światowid; * 7. November 1837 in Dzików, Galizien; † 31. Dezember 1917 in Krakau) war ein polnischer Literaturhistoriker, Kritiker und politischer Publizist. 

## Leben
Stanisław war der Sohn von Jan Bogdan und Gabriela (geb. Małachowska), Bruder von Jan Dzierżysław Tarnowski und Juliusz Tarnowski. Cousin des Dichters und Komponisten Władysław Tarnowski sowie des Landschaftsmalers Stanisław Tarnowski, genannt Stanisław „Biały“ („Weiß“). Stanisław Tarnowski war von 1872 bis 1909 Professor in Krakau und 1886/87 sowie 1899/1900 Rektor der Jagiellonen-Universität; seit 1885 Mitglied des österreichischen Herrenhauses, seit 1891 Präsident der Krakauer Akademie der Wissenschaften. Stanisław Tarnowski veröffentlichte Arbeiten über Fredro, Kochanowski, Krasiński, Sienkiewicz, Mickiewicz, auch über Shakespeare, Schiller und andere. Sein Hauptwerk ist die „Historia Literatury polskiej“ (6 Bde., 1900–1907).

## Werke

### Schriftwerke
- Stanisław Tarnowski, Władysław Ludwik Anczyc Der Wanderschaft nach Galilea (Wędrówka po Galilei, 1873)
- Stanisław Tarnowski Der Fegefeuer des Słowacki (Czyściec Słowackiego, 1903).

### Geschichts- und politische Werke
- Stanisław Tarnowski, Stanisław Koźmian, Józef Szujski Mappe des Stańczyk (Teka Stańczyka, 1870)
- Aus Erfahrung und Meditation (Z doświadczeń i rozmyślań, 1891)
- Königin Meinung: Ausgewählte Werke (Królowa opinia : wybór pism, 2011, postume Herausgabe)
- Über Rusyns und Rus (O Rusinach i Rusi, 1891)
- Politische Studien (Studia polityczne, 1895, 2 Bände)
- Die Auswirkungen der Aufregung, Aufruhr (Skutki rozstroju, rozruchy, 1898)
- Diplomatische Studien: Der Fall Polen und der Fall Dänemark (Studia dyplomatyczne : sprawa polska – sprawa duńska, 1863–1865, 2 Teile)
- Unsere Geschichte in den letzten hundert Jahren (Nasze dzieje w ostatnich stu latach, 1890; die postume Herausgabe: Unsere Geschichte im 19. Jahrhundert (Nasze dzieje w XIX wieku), 2014)
- Die Landbevölkerung zwischen Ordnung und Verfall (Lud wiejski między ładem a rozkładem, 1896)